# Universitat Internacional de Florida
La Universitat Internacional de Florida (Florida International University, FIU) és una universitat publica estatunidenca, localitzada a Miami, a l'estat de Florida.
Va ser fundada l'any 1965 per la Legislatura de Florida i va obrir les portes als estudiants el 1972. Ha esdevingut la tercera universitat de Florida més gran i la vuitena universitat pública estatunidenca més gran en nombre de matrícules.
Des de 1986 i fins al 2009, el president de Universitat Internacional de Florida va ser Modesto Maidique, sota el qual la universitat va créixer tant en nombre de programes doctorals com d'estudiants. Mark B. Rosenberg en va assumir la presidència i el 2022 va ser rellevat en el càrrec per Kenneth A. Jessell.